# Limnophyes gurgicola
Limnophyes gurgicola är en tvåvingeart som först beskrevs av Edwards 1929.  Limnophyes gurgicola ingår i släktet Limnophyes och familjen fjädermyggor. Inga underarter finns listade i Catalogue of Life.